# Țigareta II
Țigareta II, dosar de corupție și scandal public de răsunet din România, fiind descris ca unul din cele mai mari dosare de corupție din anii 90 . Scandalul a izbucnit în aprilie 1998, iar Armata, Ministerul de Interne și serviciile secrete implicate în această mare acțiune de corupție, care a afectat și clasa politică . Personaj principal era fostul colonel Gheorghe Truțulescu din Serviciul de Pază și Protecție. În noaptea dintre 16 și 17 aprilie 1998, un avion civil ucrainean IL-76 a aterizat la aeroportul Otopeni și a fost parcat la Baza Militară cu aprobarea comandantului, comandorul Ioan Suciu . Fostul ofițer SPP, Gheorghe Truțulescu, a supravegheat descărcarea țigărilor când a aterizat avionul . Dosarul a fost deschis ca urmare a pierderilor pe care statul le suferea din cauza contrabandei cu țigări. Romania pierdea in acel moment in jur de 2% din PIB din cauza contrabendei cu țigări . Un alt motiv a fost legat de obiectivul strategic al României din acel moment, mai exact, aderarea la NATO .  
Persoane implicate: Gheorghe Truțulescu, colonel SPP, Petre Buduru, președintele F.C. Dinamo, Gheorghe Nețoiu, Gabriel Negoescu,
Gheorghe Bucse, șeful statului major al aviației militare. Liderul afacerii a fost sirianul Jamal Al-Atm .

## Pedepse
În februarie 1999, Tribunalul Militar Teritorial București i-a condamnat pe toți cei 19 inculpați în dosar:
- Gheorghe Truțulescu - 7 ani de închisoare, pentru contrabandă și asociere în vederea săvârșirii de infracțiuni.
- Ioan Suciu, comandor, fostul comandant al aerobazei militare Otopeni - 14 ani de închisoare, pentru contrabandă, instigare la mărturie mincinoasă, fals intelectual și uz de fals
- Gabriel Negoescu, fost administrator al firmei "General Distribution" - 12 ani de închisoare, pentru asociere în vederea săvârșirii de infracțiuni, uz de fals, fals intelectual și contrabandă, iar soția sa, Dana Negoescu - 6 ani de închisoare, pentru complicitate la contrabandă și asociere în vederea comiterii de infracțiuni.
- Valentin Vasilescu, fostul comandant adjunct al Aeroportului Internațional Otopeni - 8 ani de închisoare pentru contrabandă și asociere în vederea săvârșirii de infracțiuni
- Dumitru Popescu, brokerul societății "Quick Aero Service" - 12 ani de închisoare pentru contrabandă și asociere în vederea săvârșirii de infracțiuni
- Marian Chiata, proprietarul discotecii "Black & White", și Ștefan Andreiaș, proprietarul depozitului "Faurar" - câte 8 ani de închisoare pentru asociere în vederea comiterii de infracțiuni, falsificare și abuz de înscrisuri și implicare în contrabandă
- Cristian Sorin Roșca, inspector în cadrul Autorității Aeronautice Civile Române - 9 ani de închisoare, pentru asociere în vederea săvârșirii de infracțiuni, complicitate la contrabandă, întocmire de fals intelectual și material în inscrisuri oficiale și distrugere de probe.
- Zenobie și Bogdan Aldulescu, coproprietari ai firmei "Zeno Construct", ai căror angajați au "transferat" baxurile cu țigări de la bordul aeronavelor, în halele de depozitare - 7 și respectiv 6 ani de închisoare, pentru asociere și complicitate la contrabandă
- Cătălin Tănase, fost căpitan SPP - 6 ani de închisoare [9][10]
- Minea Constantin, fost plutonier SPP, Dimitrie Silviu Eftimie și Liviu Constantin Lazăr, ultimii doi - cadre ale unei unități militare de la Buzău - câte 5 ani de detenție, pentru complicitate la contrabandă.
- Gheorghe Stelian, civil - 6 ani și 6 luni de închisoare
- Cetățenii de origine arabă, Chanin Nizar - 10 ani de detenție, pentru asociere în vederea comiterii de infracțiuni și de reținere și distrugere de înscrisuri, iar Jamal Al Atm[11] și Hitam Silim - 10, respectiv 8 ani de închisoare, pentru contrabandă, fals în înscrisuri sub semnătură privată și asociere în vederea înfăptuirii de infracțiuni.